# Publius Sulpicius Rufus
Publius Sulpicius Rufus (* um 121 v. Chr.; † 88 v. Chr.) war ein Redner und Politiker in der römischen Republik, Legatus 89 v. Chr. für Gnaeus Pompeius Strabo während des Bundesgenossenkriegs sowie Volkstribun 88 v. Chr.

## Leben
Der in eine patrizische Familie geborene Sulpicius trat nach dem Bundesgenossenkrieg vermutlich zur Plebs über, um für das Volkstribunat kandidieren zu können. Er gehörte zum Kreis um M. Aemilius Scaurus und war mit Q. Pompeius Rufus befreundet, womit er ursprünglich zur optimatischen Gruppe zählte. Da Sulpicius jedoch später mit Marius zusammenarbeitete und seine Gesetzesvorschläge über die Volksversammlung durchsetzte, gilt er als popularer Politiker.
Er brachte in seiner Amtszeit vier Rogationen ein: ein Gesetz zur Rückführung der Verbannten, entweder nach der lex Varia oder nach der lex Licinia Mucia, sowie eines zur Begrenzung der Schuldenhöchstgrenze von Senatoren. Diese beiden Gesetze stießen auf keinen Widerstand.
Erst das Gesetz, die Neubürger und Freigelassenen gleichmäßig auf alle Tribus zu verteilen (leges de libertinorum et de novorum civium suffragiis), brüskierte den Senat. Damit hätten die neu wahlberechtigten italischen Alliierten und die Freigelassenen (siehe Lex Plautia Papiria) die bisherigen Wähler überstimmen können. Die Mehrheit des Senats stemmte sich vehement gegen Sulpicius’ Gesetze. Ein iustitium wurde durch die Konsuln erklärt, aber Marius und Sulpicius wehrten sich dagegen, indem sie ihre Anhänger auf das Forum riefen und der Volkstribun den Rechtsstillstand für illegal erklärte. In den darauf folgenden Kämpfen floh ein Konsul aus der Stadt, der andere hob aus Angst um sein Leben das iustitium auf. Sulpicius’ Vorschlag wurde Gesetz, und mit einer vierten Rogation wurde das Kommando im Mithridatischen Krieg auf Marius übertragen (lex de bello Mithridatico).
Sulla, der als zweiter Konsul auch aus Rom geflohen war, befand sich zu dieser Zeit in Nola. Er marschierte umgehend auf Rom. Marius und Sulpicius sahen sich außerstande, ihm zu widerstehen und verließen die Stadt. Marius gelang es, nach Africa zu fliehen, während Sulpicius in einer Villa in Laurentum aufgespürt und getötet wurde; sein Kopf nach Rom gesandt und auf dem Forum Romanum ausgestellt. Nach einer anderen Version wurde er ermordet, nachdem von einem Sklaven verraten worden war, dem Sulla die Freiheit versprochen hatte, den er danach aber vom Tarpejischen Felsen stürzen ließ. Die Gesetze von Sulpicius wurden kassiert.

## Beurteilung der Reformen
Die ältere Forschung nimmt an, dass das Wahlgesetz dazu dienen sollte, die Übertragung des Kommandos auf Marius zu sichern. Demnach hätte Marius dem nach Aussage der ihm wenig günstig gesinnten Quellen verschuldeten Sulpicius finanzielle Hilfe versprochen. Neuere Forschungen dagegen nehmen an, dass das Wahlgesetz den Kern von Sulpicius’ politischem Programm in der Nachfolge des Marcus Livius Drusus dargestellt habe, zu dem er Marius als Helfer habe heranziehen wollen.
Sulpicius scheint ursprünglich ein moderater Reformer gewesen zu sein, der durch die Umstände zu einem Bündnis mit Marius gedrängt wurde und so in eine Spirale der Gewalt geriet, die für Krise der römischen Republik typisch war. Obwohl er den Tribun C. Norbanus angeklagt hatte und dem Vorschlag, richterliche Entscheidungen durch Verfügungen des Volkes aufheben zu lassen, widerstand, zögerte er nicht, das Missfallen der Julier zu erregen. Er opponierte gegen die Kandidatur des Gaius Iulius Caesar Strabo Vopiscus zum Konsul. Dieser hatte nie zuvor die Praetur bekleidet und war somit der Tradition gemäß nicht wählbar.

## Sulpicius als Redner
Vom Redner Sulpicius sagt Cicero: Er war bei weitem der würdevollste unter allen Rednern, die ich gehört habe, und sozusagen der tragischste; seine Stimme war laut, aber gleichzeitig süß und klar; seine Gestik war voller Grazie; seine Sprache war schnell und wortreich, aber nicht überflüssig oder weitschweifig; er versuchte Crassus zu imitieren, aber dazu fehlte ihm die Anmut. Sulpicius hinterließ keine geschriebenen Reden. Die, die seinen Namen tragen, stammen von Publius Canutius (oder Cannutius). Sulpicius ist einer der Gesprächspartner in Ciceros De oratore.